# Daintree
Daintree est une localité au nord du Quennsland, à 111 kilomètres au nord de Cairns et à 56 kilomètres de Port Douglas. Les montagnes McDowell et la Daintree River sont proches. Elle porte le nom de Richard Daintree, un géologue pionnier d'origine britannique qui a découvert le nord du Queensland dans les années 1860. Elle est située dans la zone d'administration locale du Comté de Douglas (entre 2008 et 2013, elle était dans la région de Cairns). Lors du recensement de la population australienne de 2006, Daintree et la région environnante avaient une population de 78 habitants.

## Description
Le village de Daintree a été fondé à la fin des années 1870 et au début des années 1880 par des bûcherons qui exploitaient Toona ciliata couramment connu sous le nom de Cèdre rouge d'Australie dans les environs de la forêt de Daintree. Il y avait des stocks importants de "cèdre rouge" près de la rivière Daintree. Les bûcherons les ont descendus à la côte en utilisant des radeaux.
Des fermes laitières ont ensuite été établies permettant ainsi l'ouverture d'une fabrique de beurre en 1924. L'élevage de bœuf est ensuite devenu un employeur local important.
Comme ailleurs dans le Queensland, le tourisme est devenu un employeur important. Daintree est célèbre pour les visites guidées sur la Daintree River et est très populaire auprès des ornithologues amateurs. Ces excursions sur la rivière sont devenues un catalyseur pour la création à partir de 1993 de nombreux gîtes, offrant un revenu à des familles locales.
Les tropiques humides du Queensland sont devenues patrimoine mondial en 1986. Daintree fait partie des tropiques humides et le plus célèbre parc national à proximité de la plaque tournante du tourisme de Port Douglas.